# Rancho del Puente
Rancho del Puente är en ort i Mexiko.   Den ligger i kommunen Rioverde och delstaten San Luis Potosí, i den centrala delen av landet, 300 km norr om huvudstaden Mexico City. Rancho del Puente ligger 1 307 meter över havet och antalet invånare är 560.
Terrängen runt Rancho del Puente är varierad. Runt Rancho del Puente är det ganska glesbefolkat, med 27 invånare per kvadratkilometer. Rancho del Puente är det största samhället i trakten. I omgivningarna runt Rancho del Puente växer huvudsakligen savannskog.